# Thayngen
Thayngen är en ort och kommun i kantonen Schaffhausen, Schweiz. Kommunen hade 5 770 invånare (2023).
Kommunen utvidgades den 1 januari 2004 med den tidigare självständiga kommunen Barzheim. Den 1 januari 2009 tillkom de tidigare kommunerna Altdorf, Bibern, Hofen och Opfertshofen.